# 井都农民协会旧址
井都农民协会旧址，位于中国广东省汕头市潮南区井都镇上南村，现为潮阳区文物保护单位，类型为近现代重要史迹及代表性建筑，公布时间为1997年4月9日。
井都农民协会旧址的历史年代为现代。